# Metodo Gundersen
Il metodo Gundersen è un metodo di calcolo di punteggio della combinata nordica sviluppato da Gunder Gundersen, combinatista nordico norvegese, e utilizzato per la prima volta dalla FIS nei Campionati mondiali di sci nordico 1985.
Dal 2008 la gara di individuale Gundersen, disciplina della combinata nordica, prevede un salto dal trampolino, seguito da 10 km di fondo; in passato erano state previsti altri tipi di gara, con diverse lunghezze del tratto di fondo. Il punteggio nel salto è determinato dalla misura dello stesso (2 punti al metro per il trampolino normale, 1,2 punti al metro per il trampolino lungo) e dallo stile (da 1 a 20 punti).
Attraverso il metodo Gundersen alla fine della gara di salto i distacchi tra gli atleti sono tradotti in tempo: ogni punto conquistato equivale a 4 secondi, e quindi 15 punti equivalgono a un minuto. Il primo classificato del salto è il primo a partire nella prova di sci di fondo. A seguire vengono fatti partire gli altri atleti, secondo i distacchi accumulati nel salto. Chi taglia per primo il traguardo della prova di fondo vince la gara di combinata.